# کشکمیر
کشکمیر، روستایی از توابع بخش بیلوار شهرستان کرمانشاه در استان کرمانشاه ایران است.

## جمعیت
این روستا در دهستان بیلوار قرار دارد و براساس سرشماری مرکز آمار ایران در سال ۱۳۸۵، جمعیت آن ۹۶ نفر (۲۲خانوار) بوده‌است.

## تاریخ
بقایای دفنیه به سرقت رفته به تپه مشهور به تپه سید خلیل که گورستان حال حاضر روستا میباشد مربوط به دوره آشوری ها است